# Ball dels cossiers
|  | No s'ha de confondre amb ball de Cossis. |

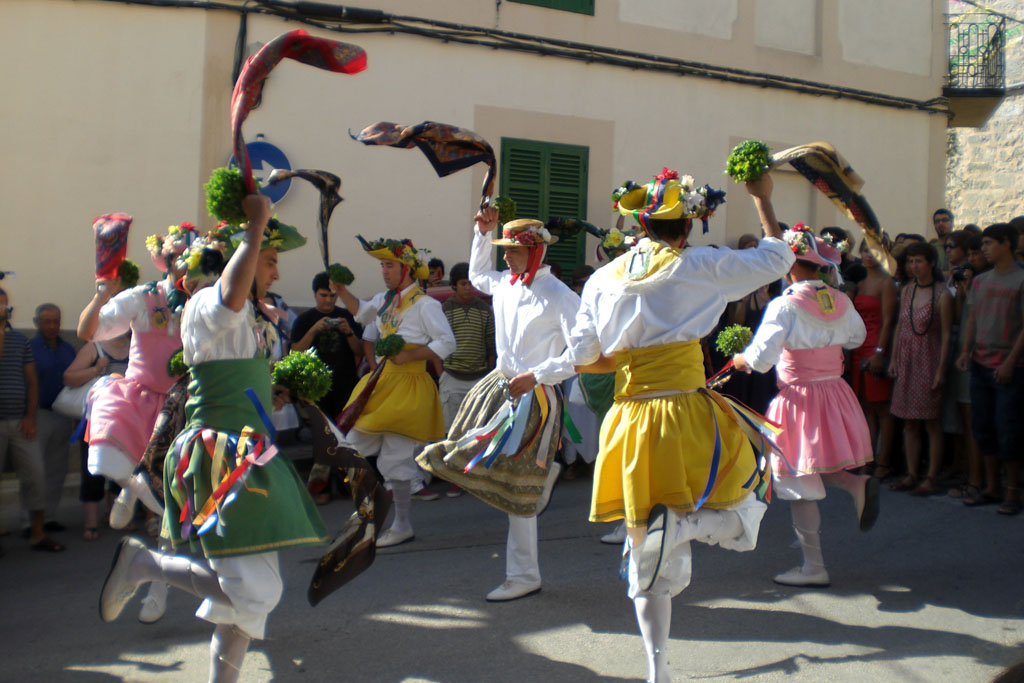
Els cossiers de Montuïri el dia de Sant Bartomeu

El ball dels cossiers comprèn un grup de danses populars mallorquines que es ballen a diferents pobles de l'illa: Manacor, Alaró, Algaida, Montuïri, Inca, Pollença, Campos i Son Sardina; i a Palma.
Els balladors són cossiers (sis, llevat de Pollença, on són dotze) i la dama (que tradicionalment era un home però actualment és una dona llevat de Montuïri), i en algunes localitats els acompanyen altres personatges com el dimoni. Normalment el ball es realitza traçant un cercle (amb la dama al mig), malgrat que les danses més solemnes (per exemple l'Oferta, els Mocadors o el Mercançó) surten de la norma.
El seu origen sembla trobar-se en els repobladors catalans de l'illa, puix que s'han trobat referències i similituds del ball al Principat; en un principi es tractaria d'entremesos de la processó del Corpus que acabarien integrant-se dins les festes patronals dels pobles. Més endavant apareixen documentats el segle xvii i xviii com a ball de cossis, per bé que el mot cossier és documentat del segle xvi. L'origen d'aquestes danses pareix que no és clar, i hi ha estudiosos que han elucubrat sobre danses paganes d'adoració, agraïment, culte als déus... Inicialment l'església les hauria prohibides, encara que a poc a poc les hauria anat integrant dins els seus rituals, així es varen convertir en danses religioses. Als cossiers la dama representa el bé i el dimoni el mal, aquest intenta fer caure a la dama en el mal, mentre que els cossiers tenen la funció d'ajudar-la a no caure i protegir-la del dimoni.
Hi ha diferents danses que es poden ballar i cadascuna va acompanyada per la seva pròpia música, generalment sonada amb un tamborí i un flabiol.
Balls
- Cossiers de Montuïri, sense interrupció el segle xx, surten per Sant Bartomeu i per la Mare de Déu d'Agost
- Cossiers d'Algaida, recuperats el 1973 després d'un període de vuit anys, surten per Sant Honorat i per Sant Jaume
- Cossiers de Manacor, recuperats el 1981 després de quaranta anys, surten per les Fires i Festes de Primavera (a finals de maig) i per Cinquagesma.
- Cossiers de Pollença, recuperats el 1981 després de setanta anys, surten per la Mare de Déu dels Àngels
- Cossiers de l'Escola de Música i Danses de Mallorca, creats el 1980,[3] surten pel Corpus i per la Festa de l'Estendard
- Cossiers de Son Sardina, creats el 1981 de bell nou, surten pel dia de la Mare de Déu de setembre (dia 8).
- Cossiers d'Alaró, recuperats el 1992 després de cinquanta anys,[4] surten per la festivitat de Sant Roc
- Cossiers d'Inca, recuperats el 1992[5] i represos el 2004,[6] ballen el dia de Pasqua i per la patrona (mes de novembre).[7]
- Cossiers de l'Escola de Ball l'Assumpció, a Son Espanyolet (Palma), creats el 1996,[8] surten per Sant Gaietà i per l'Assumpció de Maria (Mare de Déu d'Agost)
- Cossiers de Campos, creats el 2012 inspirats en alguns documents històrics,[9] surten per Sant Julià i per la Mare de Déu d'Agost.[10]